# باتريشيا أوبراين
باتريشيا أوبراين هي أستاذة جامعية كندية، ولدت في 9 أبريل 1955.